# Хоэндубрау

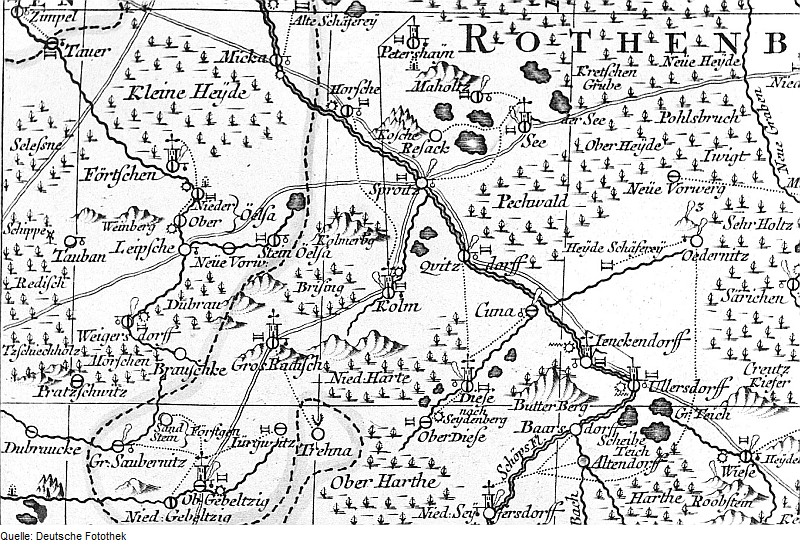
Hohendubrau-Dauban. Oberlausitz карты, Шенк, 1759.

Хоэндубрау или Вы́сока-Ду́брава (нем. Hohendubrau; в.-луж. Wysoka Dubrawa) — коммуна в Германии, в земле Саксония. Подчиняется административному округу Дрезден. Входит в состав района Гёрлиц. Занимает площадь 45,42 км².

## Сельские округа
- Вайгерсдорф (Wukrančicy)
- Даубан (Dubo)
- Гебельциг (Hbjelsk)
- Грос-Зауберниц (Zubornica)
- Грос-Радиш (Radšow)
- Ерхвиц (Jerchecy)
- Зандфёрстген (Borštka)
- Обер-Прауске (Hornje Brusy)
- Трена (Drěnow)

## Население
Входит в состав культурно-территориальной автономии «Лужицкая поселенческая область» (кроме населённых пунктов Грос-Радиш, Ерхвитц, Трена), на территории которой действуют законодательные акты земель Саксонии и Бранденбурга, содействующие сохранению лужицких языков и культуры лужичан. Официальным языком в населённом пункте, помимо немецкого, является лужицкий.
Население составляет 2113 человек (на 31 декабря 2010 года).